# 체포하겠어
《체포하라》 또는 《체포하겠어》(일본어: 逮捕しちゃうぞ 다이호시차우조[*])는 후지시마 고스케의 만화로 1986년부터 1992년까지 고단샤의 《모닝 파티 증간》에 연재된 작품이다. 원작을 토대로 TV 애니메이션, OVA, 드라마, 소설, 게임으로도 제작되었다. 서울문화사에서 《체포하라》라는 이름으로 발간했다. 전 7권.

## 개요
여성경찰관 콤비가 펼치는 코메디물로 액션, 추격전, 메카닉적 요소 등이 가미되어 일본뿐만 아니라 해외에서도 인기가 많다.
작자인 후지시마 고스케는 오토바이 매니아로 작품중 메카닉적 요소에 대한 묘사 및 추격전을 현실감 있게 묘사해 박진감을 높었다. 이 때문에 만화와 애니메이션에 관심이 없는 자동차 관련 매니아들에게도 인기가 많다. 아울러 애니메이션 판에서도 메카닉에 대한 묘사가 정교해 적당히 그린 것은 일체 없다.
또, 메카닉 기술에 관한 고증뿐만 아니라, 경찰이라는 직업세계에 관한 묘사에서도 후지시마 특유의 리얼리즘을 느낄수 있다. 작품속 등장하는 오토바이, 및 자동차 등 차량의 묘사는 물론이고, 무대가 되는 경찰서, 교통과 등의 공간묘사, 인간관계 및 메인 등장인물들의 생활공간에서도 현실감 있게 묘사했다. 후지시마에 있어서 경찰물은 처음이지만, 작품을 그리기 위해 사전에 경찰 내부의 분위기, 제도, 직업환경과 경찰관의 사무풍경 등을 중점적으로 취재했음을 인지할 수 있다.
작품속 정감있는 경찰의 분위기는 후에 《춤추는 대수사선》, 《루키!》 등의 형사 드라마, 경찰 드라마에도 큰 영향을 주었다. 특히 《춤추는 대수사선》의 경우, 직장의 환경 및 경찰서 묘사 등에 있어 비슷한 점이 많고, 작품에 참여한 각본가는 소고 마사시는 《춤추는 대수사선》의 스핀오프 작품인 《교섭인 마시타 마사요시》, 《도망자 기지마 조이치로》의 각본을 맡았다.
본작의 스토리 컨셉은 때에 따라 황당무개한 전개가 있지만, 기본 설정은 일상생활을 무대로 펼쳐지는 로맨틱 코메디이다. 또, 많은 작품에서 보이는 가상의 도시, 무대가 아닌 실제 존재하는 지역인 도쿄도 스미다구를 무대로 하고 있다.